# ميساء باي
ميساء باى هي معلمة وكاتبة جزائرية، ولدت في في قصر البخاري الجزائر عام 1950، و اسمها الحقيقي سامية بن عمور.

## حياتها
درست ميسا باي الأدب في جامعة الجزائر وهي تدرس الفرنسية في سيدي بلعباس غرب الجزائر. حيث تدير الجمعية الثقافية "Parales et scriptures"، التي تم إنشاؤها عام 2000، والتي تهدف إلى فتح مساحات للتعبير الثقافي (إنشاء مكتبة عام 2005، مع تنظيم لقاءات مع المؤلفين، ورش كتابة، قراءة قصص، أنشطة متنوعة للأطفال، الخ.)
عام 1996 نشرت أول رواية لها بأسم (Au commencement était la mer) (في البدء كان البحر). عام 1998 تم نشر مجموعة قصصية لها بأسم (Nouvelles d'Algérie) (قصص من الجزائر) التي حازت بسببها جائزة (Grand Prix de la nouvelle) من جمعية (Société des gens de lettres) ( خطابات رجال فرنسا). عام 2001 نالت جائزة (Prix Marguerite Audoux) عن رواية «تلك الفتاة» (Cette fille-là)، و نالت جائزة (Grand Prix des libraires algériens) عن مجمل أعمالها حتى الآن عام 2005.
و قد شاركت ميساء في تأسيس دار نشر (Chèvre-feuille étoilée)، و أيضا ساعدت في إنشاء جمعية كلمات وكتابات ( Paroles et écriture)، و هي جمعية ثقافية للمرأة الجزائرية.

## من أعمالها
1. رواية (Entendez-vous dans les montagnes) هل تسمع الجبال، 2002 .
2. رواية (Surtout ne te retourne pas) لا ننظر إلى الوراء, 2005.
3. قصة (Sous le jasmin la nuit) ظل ليلة الياسمين، 2006.
4. رواية (Bleu, blanc, ver) أزرق، أبيض، أخضر، 2007، ونالت عنها جائزة Cezam Prix Littéraire Inter CE من فرنسا.[6]
5. رواية (Pierre, Sang, Papier ou Cendre)  بيار، الدم، الورق أو الرماد، 2008، ونالت عنها جائزة Grand Prix du roman francophone SILA، فرنسا.[5]
6. سيرة ذاتية (L'une et l'autre) واحدة أخرى، نشرت عام 2009.
7. رواية (Puisque mon cœur est mort) لان قلبى قد مات، نشرت عام 2009.